# Bolulla (kommunhuvudort)
Bolulla är en kommunhuvudort i Spanien.   Den ligger i provinsen Provincia de Alicante och regionen Valencia, i den östra delen av landet, 400 km sydost om huvudstaden Madrid. Bolulla ligger 235 meter över havet och antalet invånare är 355.
Terrängen runt Bolulla är huvudsakligen kuperad, men åt sydväst är den bergig. Runt Bolulla är det tätbefolkat, med 331 invånare per kvadratkilometer. Närmaste större samhälle är Benidorm, 15,3 km söder om Bolulla. 